# Darius N. Couch

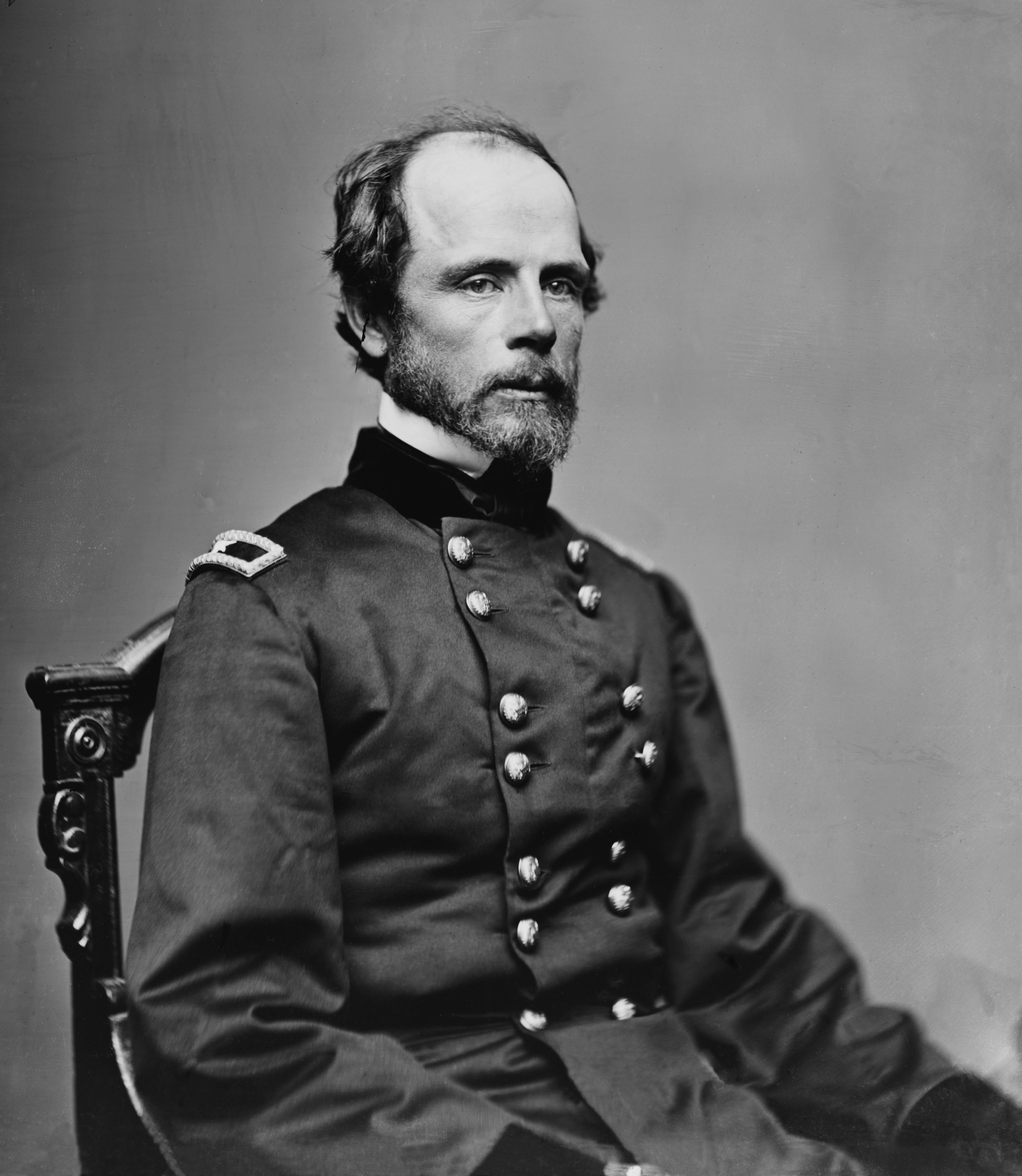
Darius N. Couch

Darius Nash Couch (* 23. Juli 1822 in Putnam County, New York; † 12. Februar 1897 in Norwalk, Connecticut) war während des Sezessionskrieges ein amerikanischer Generalmajor der Unionsarmee der Nordstaaten.

## Leben
Darius wurde 1822 als zweites von drei Kindern von Jonathan und Elizabeth Couch (geborene Hall) auf der Farm seiner Familie in der Nähe des Dorfes South East, in Putnam County, geboren. Sein Großvater, Thomas Couch, war ein Veteran des Unabhängigkeitskrieges. Couch besuchte örtliche Schulen und sicherte sich eine Anstellung an der Militärakademie von West Point, die er am 1. Juli 1842 eintrat. Vier Jahre später machte er seinen Abschluss als 13. von 59. Kadetten seiner Klasse. Zu seinen Klassenkameraden von 1846 gehörten der spätere konföderierte General Thomas J. Jackson und mehrere zukünftige Generäle der Union, darunter John G. Foster, Jesse L. Reno, Charles C. Gilbert, George Stoneman, George H. Gordon sowie sein engerer Freund George B. McClellan.

### Frühe Militärkarriere
Nach seinem Abschluss in West Point wurde Couch im Rang eines Leutnants dem 4. Artillerie-Regiment zugeteilt. Wie die meisten seiner Klassenkameraden nahm Couch am Mexikanisch-Amerikanischen Krieg (25. April 1846 bis 2. Februar 1848) teil. Während dieses Konflikts erhielt er für „galantes und verdienstvolles Verhalten“ während der Schlacht von Buena Vista (22.–23. Februar 1847) seine Brevet-Beförderung zum Leutnant. Am 4. Dezember 1847 beförderte man ihn zum Oberleutnant und schickte ihn nach dem Ende des Mexikanisch-Amerikanischen Krieges nach Fort Pickens, Florida, wo er zwei Jahre lang gegen die Seminolen kämpfte.
Von 1850 bis 1853 leistete Couch Garnisonsdienst an verschiedenen Armeeposten, darunter Fort Columbus, New York (1850–1851), Fort Johnston, North Carolina (1851–1852) und Fort Mifflin, Pennsylvania (1852–1853). Im Winter 1852–1853 gewährte das Kriegsministerium Couch eine Beurlaubung, um für die Smithsonian Institution eine wissenschaftliche Expedition in Mexiko durchzuführen. Gemäß dem neunten Jahresbericht der Institution, der 1855 veröffentlicht wurde, „stellte Leutnant Couch umfangreiche Sammlungen in allen Abteilungen der Zoologie zusammen und machte eine große Anzahl von Originalnotizen über die Gewohnheiten seltener Tierarten. Viele neue Arten wurden von ihm studiert und wichtige Entdeckungen gemacht, welche die geografische Verbreitung anderer Arten berücksichtigen.“ Zwei von Couch identifizierte Spezies tragen noch heute seinen Namen, Couch's Kingbird und die Couch's Spadefoot Toad. 1854 kehrte Couch zum Garnisonsdienst nach Fort Independence und später nach Fort Leavenworth zurück.

### Familiengründung
Am 31. August 1854 vermählte er sich mit Mary Caroline Crocker (* 16. März 1826), die Tochter von Samuel L. Crocker, einem Kongressabgeordneten der Vereinigten Staaten aus Taunton und von Hannah Weld Thomas, einer Enkelin von Isaiah Thomas, dem Gründer der Antiquarian Society of Worcester. Aus ihrer Ehe, die 42 Jahre dauerte, gingen eine Tochter (Alice 1855–1884) und der Sohn Leonard (* 26. September 1856) hervor. Einige Monate nach seiner Heirat trat Couch am 30. April 1855 aus der Armee aus und zog nach New York City, um eine Karriere als Kaufmann zu beginnen. Zwei Jahre später zog er nach Massachusetts, um als Kupferverarbeiter für die Taunton Copper Company zu arbeiten, die seinem Schwiegervater gehörte.

### Im Bürgerkrieg
Als der Bürgerkrieg ausbrach, ermächtigte ihn der Gouverneur von Massachusetts, John Andrew, ein Regiment von Soldaten zu rekrutieren, um zur Erhaltung der Union beizutragen. Am 15. Juni 1861 wurde das 7. Massachusetts Freiwilligenregiment unter Oberst Couch in Dienst gestellt. Im Juli kamen Couch und seine Männer nach Washington, wo sie bis März 1862 die Verteidigungsanlagen rund um die Hauptstadt besetzten.
Nach der Niederlage in der ersten Schlacht von Bull Run (21. Juli 1861) forderte Lincolns Regierung den Generalmajor George B. McClellan auf, die Kriegsanstrengungen der Union zu leiten. Am 20. August übernahm McClellan das Oberkommando der Potomac-Armee, am selben Tag erließ das Kriegsministerium die General Orders 62, mit denen Couch mit dem 17. Mai 1861 in den Rang eines Brigadegenerals befördert wurde. Als McClellan sein neues Kommando organisierte, rückte sein Freund aus West Point schnell in der Befehlshierarchie voran. Als McClellan im März 1862 seine Halbinselkampagne startete, befehligte Couch die 1. Division des IV. Korps der Potomac-Armee. Seine Truppen waren an der Belagerung von Yorktown (5. April–4. Mai 1862), der Schlacht von Williamsburg (5. Mai 1862), der Schlacht von Fair Oaks (31. Mai), der Schlacht von Oak Grove (25. Juni 1862) und der Schlacht am Malvern Hill (1. Juli 1862) beteiligt.
Als die konföderierte Armee unter General Robert E. Lee McClellans Armee zwang, sich aus Nord-Virginia zurückzuziehen, riefen Präsident Lincoln und der General-in-Chief Henry Halleck am 3. August 1862 die Potomac-Armee in den Raum Washington zurück. Nachdem McClellan die Halbinsel verlassen hatte, richtete Lee seine Aufmerksamkeit gegen die Armee von Virginia unter Generalmajor John Pope. Verstärkungen der Army of Potomac, einschließlich der Division Couch verhinderten, dass die Niederlage der Union in der zweiten Schlacht von Bull Run (28.–30. August 1862) schlimmer wurde, als sie hätte sein können.
Während der Maryland-Kampagne unterstützte die Division von Couch das IV. Korps, doch seine Truppen kamen erst am 18. September, einen Tag nach der Schlacht von Antietam (17. September 1862) in Sharpsburg an. Obwohl sie die eigentliche Schlacht verpassten, verfolgten Couch und seine Truppen die Army of Nord-Virginia, als sie sich in den nächsten Tagen nach Virginia zurückzog. Am 26. September 1862 reorganisierte das Oberkommando Couchs Division als 3. Division des VI. Korps und übertrug General Couch das Kommando über die 2. Division dieses Großverbandes. Am 1. November 1862 erließ das United States War Department die General Orders Nr. 181, in denen Couchs Beförderung zum Generalmajor bis zum 4. Juli 1862 angekündigt wurde.
Am 5. November 1862 ließ Präsident Lincoln Generalmajor George B. McClellan durch Generalmajor Ambrose E. Burnside als Kommandeur der Potomac-Armee ersetzen. Am 14. November erließ Burnside General Orders Nr. 184, mit denen die Potomac-Armee in drei „Grand Divisions“ aufgeteilt wurde. Burnside beauftragte Couch damit, unter Generalmajor Edwin V. Sumner die Grand Division des 2. Korps am rechten Flügel zu befehligen. Ab nächsten Monat führte Burnside die Potomac-Armee über den Rappahannock River und griff Lees Armee in der Schlacht von Fredericksburg (11.–15. Dezember 1862) an. Couchs Korps überquerte am 12. Dezember den Rappahannock unter schwerem Feuer der Konföderierten und rückte in die Stadt vor. Am nächsten Tag befahl Burnside Couch, Lees linke Flanke unter dem Kommando von Generalleutnant James Longstreet anzugreifen. Unter dem mörderischen Feuer der Rebellen, die am Fuße von Marye’s Heights oberhalb von Fredericksburg gut verschanzt waren, führten seine Truppen sechzehn erfolglose Angriffe, die zu einem regelrechten Blutbad führten. Gnädigerweise machte die Dunkelheit dem Töten ein Ende. Entschlossen, die Schlacht dennoch zu gewinnen, plante Burnside für den Morgen einen weiteren Angriff, aber seine untergeordneten Offiziere rieten ihm in der Nacht davon ab. Stattdessen gewährte Lee Burnside am 14. Dezember einen Waffenstillstand, um sich um die Verwundeten und Toten der Union zu kümmern. Am folgenden Tag rückte Burnsides besiegte Armee über den Fluss zurück und die Rappahannock-Kampagne endete.
Die Folgen der katastrophalen Niederlage bei Fredericksburg und eine weitere gescheiterte Offensive führten am 25. Januar 1863 zur Ernennung von Generalmajor Joseph Hooker, um Burnside als Kommandeur der Potomac-Armee zu ersetzen. Hooker verschwendete wenig Zeit, reorganisierte die Armee sofort in acht Korps und ernannte Couch zum neuen Kommandeur des II. Korps. In der folgenden Schlacht bei Chancellorsville (30. April bis 6. Mai 1863) glaubten Couch und andere Unionsoffiziere, dass der Sieg in Reichweite sei. Gegen 9:15 Uhr traf jedoch eine Kanonenkugel der Konföderierten eine Holzsäule, an der Hooker lehnte, und zwang ihn, sein Hauptquartier zu verlassen. Benommen von der Gehirnerschütterung rief Hooker ungefähr fünfundvierzig Minuten später Couch, der aufgrund seines Dienstalters der Stellvertreter war, zu einem Treffen und sagte: „Ich übergebe Ihnen das Kommando über die Armee. Sie ziehen die Truppen heraus und führen sie auf die gekennzeichnete Position dieser Karte“, wobei er auf eine Linie auf einer Feldskizze zeigte. Hookers Entscheidung enttäuschte Couch, weil er es vorgezogen hätte, mit Lees Truppen weiter zu kämpfen. Obwohl Lee fast zwei zu eins unterlegen war, manövrierte er die Unionsarmee vom Feld. Hookers Auftritt in Chancellorsville frustrierte Couch so sehr, dass er Lincoln am 10. Mai 1863 andeutete, dass er nicht länger unter Hooker dienen würde und eine Neuzuweisung beantrage. Lincoln kam dem nach, am 9. Juni 1863 erließ das Kriegsministerium die General Orders Nr. 172, in der Couch das Kommando über den Wehrbereich Susquehanna mit Hauptquartier in Chambersburg erhielt. Couch spielte eine relativ untergeordnete Rolle in der folgenden Gettysburg-Kampagne und kämpfte mit konföderierten Kavalleristen, die versuchten, Harrisburg, die Hauptstadt von Pennsylvania zu besetzen.
Nach dem Sieg der Union in der Schlacht von Gettysburg (1. Juli bis 3. Juli 1863) verfolgte Couchs Kommando die Armee von Nord-Virginia, als sie sich nach Maryland zurückzog. Während des Shenandoahtal-Feldzuges von 1864 verließ Couch sein Hauptquartier in Chambersburg, als die marodierende Kavallerie des konföderierten Generals John McCausland die Stadt bedrohte. Nachdem sich die Einwohner von Chambersburg geweigert hatten, McCauslands Lösegeldforderung zu bezahlen, befahl er seinen Männern, die Stadt am 30. Juli 1864 niederzubrennen. Eine Woche später, am 7. August 1864, erließ das United States War Department General Orders Nr. 240, mit der der Wehrbereich Susquehanna gemeinsam mit den Wehrbereichen West Virginia, Mitte und Washington dem neu geschaffenen Territorialkommando Mitte (Middle Military Division) unterstellt wurde. Präsident Lincoln ernannte Generalmajor Philip H. Sheridan zum neuen Kommandeur der neu geschaffenen Division und schickte diesen Kavalleriekommandanten in das Shenandoahtal, um der Plünderung durch die Konföderierten ein Ende zu setzen. Couch konnte sich der Schuld am Brand von Chambersburg nicht entziehen. Am 22. November 1864 kündigte das Department of the Susquehanna an, dass er vorübergehend Urlaub nehmen würde und dass Generalmajor George Cadwalader während seiner Abwesenheit das Kommando über das Departement übernehmen würde.
Während Couch abwesend war, erließ das Kriegsministerium am 1. Dezember 1864 neue Anordnungen, nach welchen Couch zum Kommandeur der 2. Division des XXIII. Armeekorps ernannt wurde und sich am 5. Dezember 1864 zum Dienst nach Tennessee zu begeben habe. Am 8. Dezember übernahm er das Kommando und mehr als eine Woche später führte er sein neues Kommando während des Sieges der Union in der Schlacht von Nashville (15.–16. Dezember 1864). Im Januar 1865 verlegte das Kriegsministerium das XXIII. Korps nach North Carolina, wo Couch seine Militärkarriere beendete. Als der Krieg praktisch vorbei war, trat Couch am 26. Mai 1865 aus der Freiwilligenarmee aus.
Nach seinem Rücktritt kehrte er nach Taunton zurück, wo er 1865 ein erfolgloser Kandidat für das Gouverneursamt von Massachusetts wurde. Couch war 1867 Präsident der Virginia Mining and Manufacturing Company. 1871 zog Couch nach Connecticut, wo er als Generalquartiermeister (1. Januar 1877 bis 31. Dezember 1878) und als Generaladjutant der Landesmiliz (1. Januar 1883 bis 31. Januar 1885) diente. Zwischen 1881 und 1886 war er auch Präsident des Board of Trustees des Fitchville, Connecticut Home for Disabled Soldiers. Couch starb am 12. Februar 1897 im Alter von 74 Jahren in Norwalk, Connecticut. Er wurde auf dem Mt. Pleasant Cemetery in Taunton, Massachusetts beigesetzt.